# مدار أرضي جغرافي متزامن
المدار الأرضي الجغرافي المتزامن (بالإنجليزية: Geosynchronous Orbit)‏ هو المدار الذي يدور فيه القمر الإصطناعي في نفس اتجاه كوكب الأرض (من الغرب إلى الشرق) حيث فترته المدارية-المدة التي يستغرقها ليدور دورة كاملة حول الأرض- تساوي فترة دوران الأرض حول نفسها (حوالي 23 ساعة 56 دقيقة 4 (1) ق). هذا المدار لديه نصف المحور الرئيسي حوالي 42 200 كم.
وبما أن الأرض لديها شعاع ب 6371 كلم فإن ارتفاع المدار الجغرافى الثابت هو 35786 كلم. نتحدث غالبا عن 36000 كلم.
هذا المدار ممكن أن يكون مائل أو ليس كذلك بالنسبة لخط الاستواء وشذوذه المداري ممكن أن يكون منعدم (مدار دائري) أو (مدار اهليليجي).
- إذا كان المدار هو نفس مستوى من خط الاستواء، والقمر الصناعي يظهر على شكل نقطة ثابتة في السماء. في هذه الحالة يُسمى المدار الجغرافي الثابت، وهو مدار أرضي جغرافي متزامن ذو زاوية ميلان وشذوذ مداري منعدمين.
- إذا كان مائلا، الفترة المدارية دائما تساوي فترة دوران الأرض ولكن المدار ينحرف في شمال وجنوب خط الاستواء. خط إسقاط المدار على الأرض يرسم أنالمة في السماء عندما ينظر إليها من نقطة ثابتة على سطح الأرض.

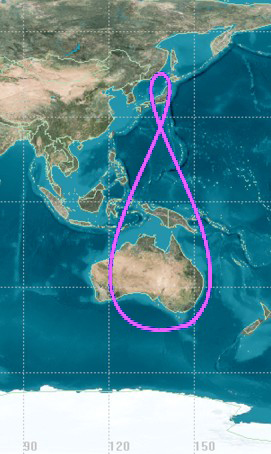
الأثر على السطح لمدار أرضي جغرافي متزامن ذو زاوية ميل 45 درجة وشذوذ مداري 0.09
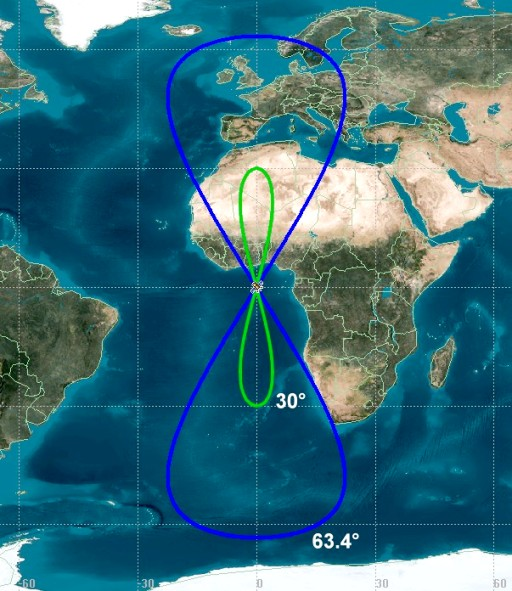
الأثر على السطح لمدار أرضي جغرافي متزامن ذو زاوية ميل 30 و 63.4 درجة وشذوذ مداري منعدم.

بعض الأقمار الصناعية ذات المدار الجغرافي الثابت لا تزال نشطة لكن تم شطبها من الخدمة، تم نقلها إلى المدار الأرضي الجغرافي المتزامن مع زاوية مليان 13 درجة للسماح للمحطات القطبية بالاتصال.